# Amazonienhaus der Wilhelma

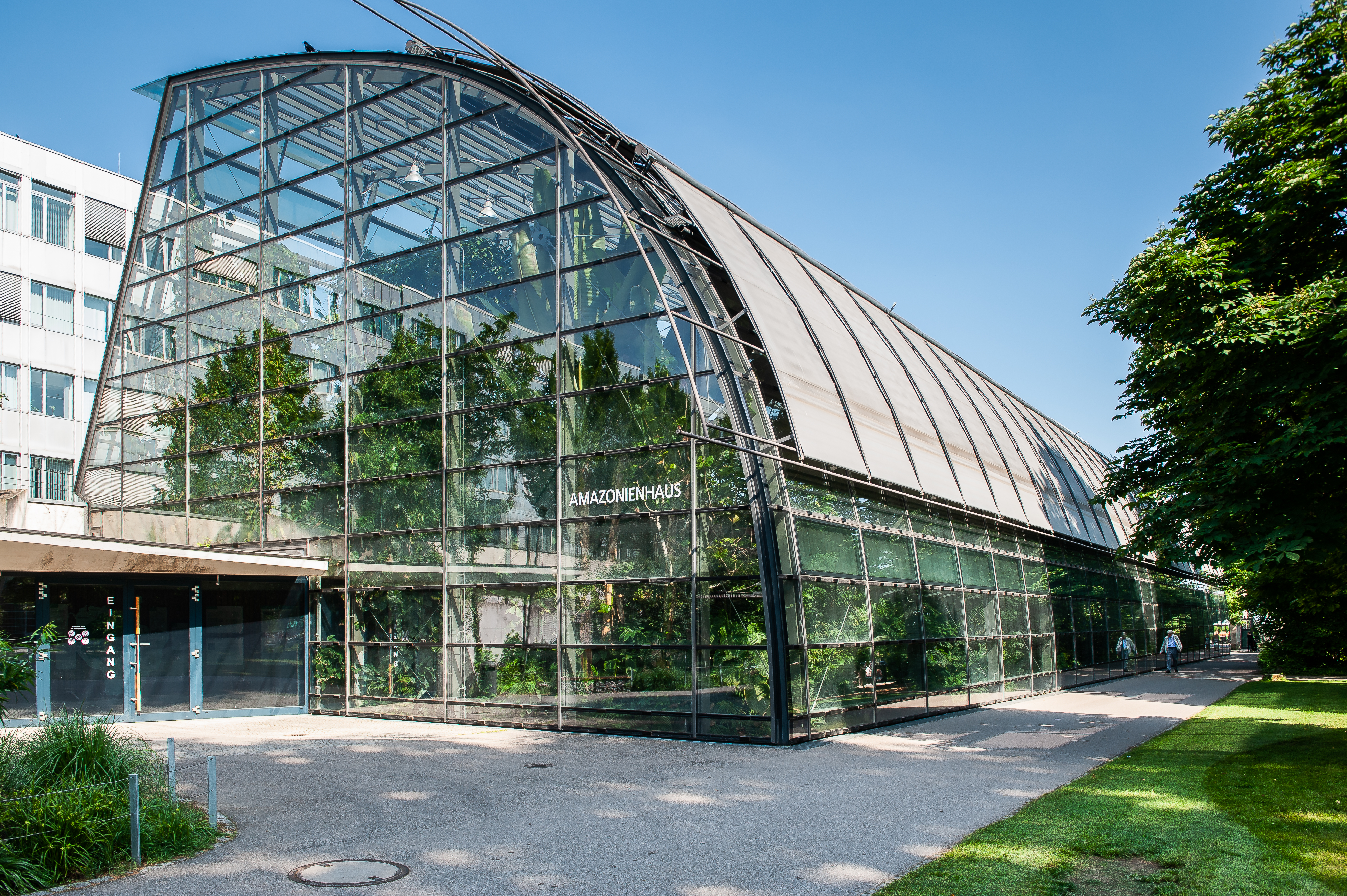
Amazonienhaus der Wilhelma

Das Amazonienhaus der Wilhelma ist ein Regenwaldhaus im Stuttgarter zoologisch-botanischen Garten Wilhelma. Es bildet einen Landschaftsabschnitt des Regenwaldes von Amazonien mit Flora und Fauna nach. Der Entwurf für die im Jahr 2000 eingeweihte Anlage stammt vom Architekturbüro Auer Weber.

## Aufbau

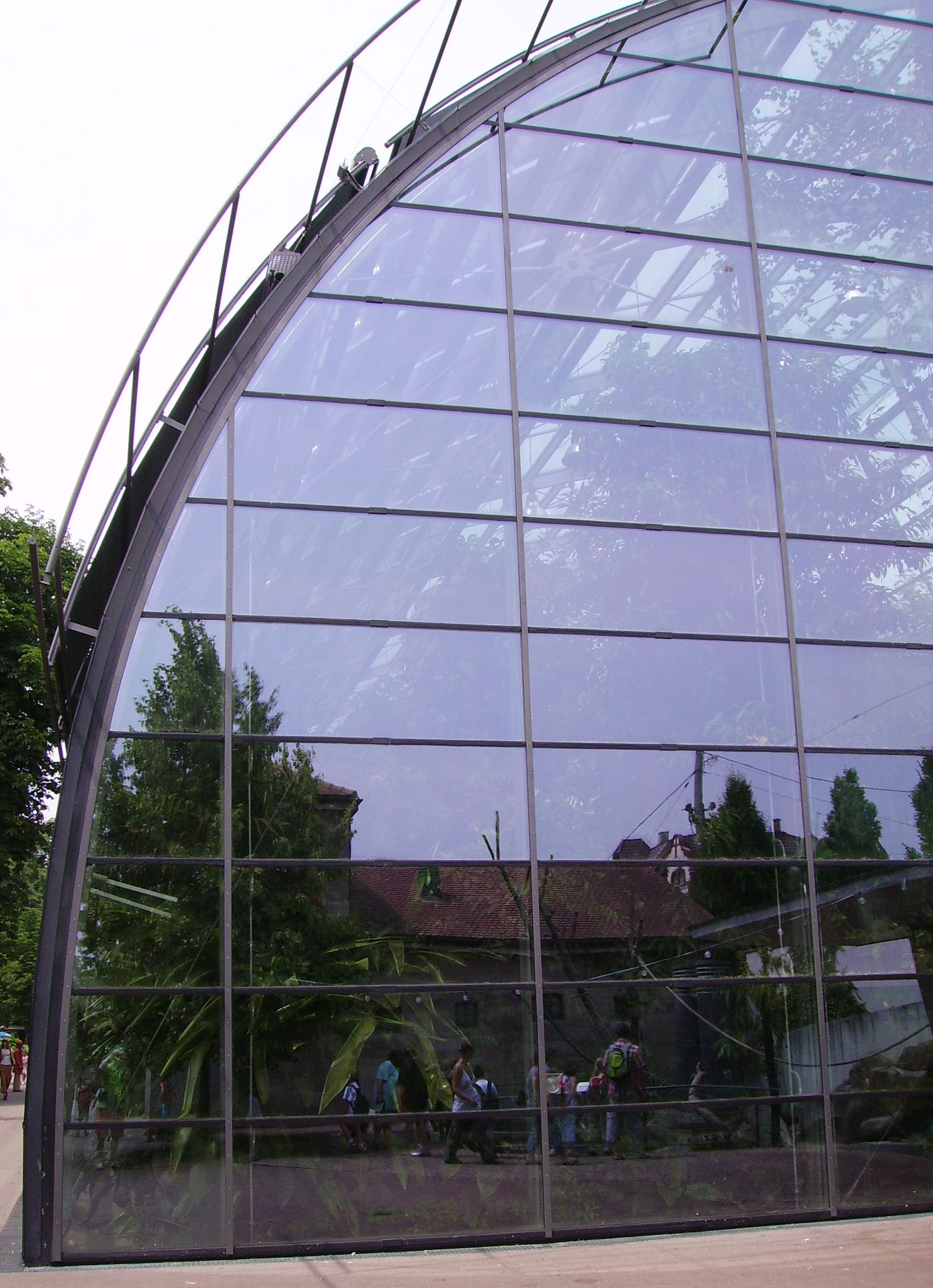
Die Hülle des Amazonienhauses der Wilhelma ist aus speziellem Isolierglas gebaut

### Landschaftsgestaltung
Die Einrichtung des für Besucher auf festen Wegen begehbaren Amazonienhauses empfindet brasilianischen Regenwald nach. Nach dem Eingang beginnt ein mit Wandtafeln ausgehängter Vorraum. Von hier führt eine Tür in das eigentliche Amazonienhaus. Kennzeichnend ist der Einbau von Wasserläufen: Kurz nach dem Eingang läuft etwa ein kleiner Bach über den Weg. Im Amazonienhaus der Stuttgarter Wilhelma existieren zwei größere Gewässer mit Wasserfällen. Das größere wird von Kaimanen und verschiedenen Fischarten genutzt und kann durch eine Glasscheibe eingesehen werden kann. Den Ausgang bildet ein dem Eingang ähnlicher Vorraum.

### Technik
Im Amazonienhaus herrschen ganzjährig Temperaturen von mindestens 24 bis 28 °C und eine Luftfeuchtigkeit von etwa 80 %, wodurch leistungsfähige technische Einrichtungen nötig werden. Die Gebäudehülle aus lichtdurchlässigem und wirksamem Spezialisolierglas unterstützt Temperatur und Lichteinfall, bei geringer Sonneneinstrahlung sorgen 48 zusätzliche Leuchten für Licht. Zur Klimatisierung und Befeuchtung der circa 30.000 Kubikmeter Luft im Amazonienhaus ist eine Klimaanlage installiert. Im Sommer wird die Kühlung und Befeuchtung des Hauses durch Sprühmechanismen unterstützt. Außerdem gibt es mittels einer Hochdrucknebelanlage an einem Wasserfall am Eingang und Ausgang eine „Ziervernebelung“, um den Besuchern Regenwaldeindruck zu vermitteln. Die Entsalzung, Reinigung und Enthärtung des Wassers im Haus wird mit einer Filteranlage bewerkstelligt, die mehr als 100 Kubikmeter Wasser des Wasserlaufes im Amazonienhaus einmal stündlich vollständig durchlaufen und reinigen lassen kann. Die Technik ist so installiert, dass sie nicht oder nur schwerlich für Besucher sichtbar ist.

## Botanik
Ein Schwerpunkt des Amazonienhauses liegt auf Botanik. Das Amazonienhaus enthält circa 2000 Pflanzen in 350 Arten. Der gesamte Innenraum des Hauses ist mit Epiphyten bepflanzt. Am Eingang zum Innenraum stehen unter anderem ein Kuhbaum und eine Meertraube. Weiter entfernt vom Eingang befindet sich ein Kanonenkugelbaum (Couroupita guianensis), der sich durch bis zu acht Kilogramm schwere Früchte charakterisiert. Auf den Kanonenkugelbaum folgt ein Ameisenbaum und eine Gruppe Assaipalmen. Weiter hinten im Haus wachsen Nadelkissenbäume (Brownea sp.) und ein Parakautschukbaum (Hevea brasiliensis). An einer Wegbiegung nach letzteren genannten Bäumen finden sich Bananenstauden (Musa sp.), Papayabäume (Carica papaya), Maniok (Manihot esculenta) und Kakaobäume (Theobroma cacao), typische Bäume der Plantagenwirtschaft.

## Tierbestand und Gehege

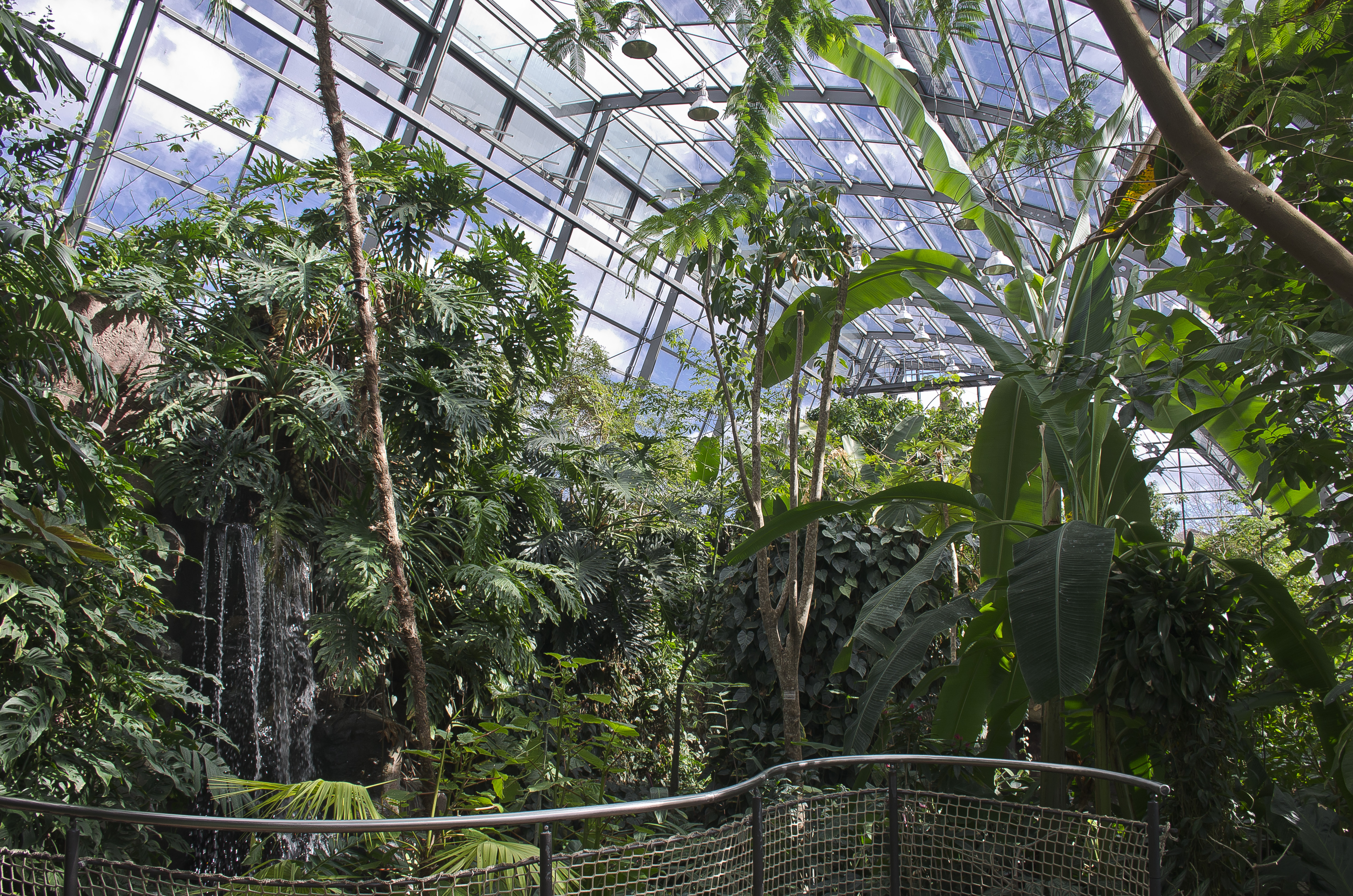
Im Amazonienhaus

Die ersten Gehege finden sich kurz nach dem Eingang; eines enthält Weißkopfsakis, Goldkopflöwenäffchen, Zweifinger-Faultiere, Waldschildkröten und Köhlerschildkröten. Die stark bedrohten Löwenäffchen sind Teil eines Wiederansiedlungsprojektes. Im danebenliegenden Gehege befinden sich Schwarze Brüllaffen. Diese Tiere können ein Außengehege neben dem Eingang nutzen. Wenn sich die Brüllaffen im Außengehege befinden, können die hinter den Kulissen gehaltenen Springtamarine das Innengehege benutzten. Nach den Affengehegen und einem Wasserfall säumen Terrarien den Weg. Das größte enthält Anakondas, ein weiteres Gartenboas, Riesengreiffrösche und Handflächen-Laubfrösche, und ehemals auch eine Regenbogenboa. Kleinere Terrarien enthalten Graue Färberfrösche, Blaue Baumsteiger, Goldbaumsteiger, Goldene Pfeilgiftfrösche, Marañón-Baumsteiger und Gestreifte Blattsteiger. Vorbei an einer großen Voliere mit Grünschopf-Stirnvögeln, Sonnenrallen und Zimttinamus, ehemals mit Riesen- und Dottertukanen und Galeriewaldrallen besetzt, gelangt der Besucher zu einer Treppe, die ihn zu einer Glasscheibe führt, durch welche man einen kleinen See auch unter Wasser einsehen kann. Dort leben u. a. Helle Krötenkopfschildkröten, Breitschnauzenkaimane, Arapaimas, Schwarze Pacus, Haken-Scheibensalmler und Pfauenaugenbuntbarsche. Am Ausgang des Hauses liegt ein Gehege für Nasenbären. Eine Besonderheit des Amazonienhauses sind die etwa 50 freifliegenden Vögel. Dazu zählen Grün- und Braunohrarassaris, Chacoguane, Orangbrusttrupiale und Brasil-, Darwin-, Türkis- und Jacarinitangare. Außerdem leben Stirnlappenbasiliske, Tropfenkröten, Grüne Leguane, El-Oro-Blattsteiger und Brillenblattnasen sowie ein Zweifinger-Faultier frei im Haus. Zu ehemaligen, freifliegenden Vögeln gehören Graurücken-Trompetervögel, Schmucktäubchen, Rotschulterenten, Blaukehlguane, Sonnenrallen, Goldbrauen-Gimpel-, Siebenfarben-, Gold- und Azurkopftangare, Rotbauch- und Trauerspelzer, Veilchenorganist, Türkisnaschvogel, Augenring-Sperlingspapageien, Bergtauben, Rotstirn-Blatthühnchen, Pompadourkotingas, Weißbauchtöpfer, Rubintyrann und Weißschwanztrogon. Seit Mai 2024 leben drei Zwergseidenäffchen frei im ganzen Amazonienhaus mit Zugang hinter den Kulissen.

## Entstehung
Das Amazonienhaus wurde 1999 fertiggestellt und 2000 eingeweiht. Der Bau kostete 18 Millionen Deutsche Mark. An der Realisierung des Projektes beteiligte sich der Verein der Freunde und Förderer der Wilhelma mit 7,9 Millionen Deutschen Mark, womit dieser Verein das bisher größte Projekt unterstützte.
2009 wurde das Amazonienhaus saniert. Die alte Verglasung ließ nicht mehr ausreichend Sonnenstrahlung durch, ein Komplettaustausch der Fassaden- und Überkopfverglasungen wurde notwendig.